# Ștefan Ghidoveanu
Ștefan Ghidoveanu (n. 19 aprilie 1955, Bârlad – d. 27 octombrie 2014) a fost un scriitor român de literatură științifico-fantastică.

## Biografie
A colaborat la diferite reviste și colecții. Din 1983 începe colaborarea cu Radio România, la emisiunea “Exploratorii lumii de mâine”, inițiată și realizată de către Dan Ursuleanu. A fost gazda unor emisiuni de radio, eseist, traducător și delegat din partea României la Congresele europene de SF. Ghidoveanu a absolvit Facultatea de Comerț (Academia de Studii Economice). În 1990, împreuna cu Alexandru Mironov a realizat antologiile SF Cronici microelectronice și Cronici metagalactice.
A lucrat ca redactor-șef la revista Nautilus de la editura Nemira.
A publicat texte proprii în Almanahul Anticipația, almanahul Tribuna (Cluj), ziarul Tribuna Sibiului, suplimentul Convorbiri Literare (Iași), almanahul România Literară, almanahul Astronomia 2001, Colecția „Povestiri științifico-fantastice” Anticipația, în volumele colective Avertisment pentru liniștea planetei (povestirea „Sub cupolă”) și La orizont, această constelație (povestirea „Atenție, folosiți scările!...”).

## Lucrări (selecție)
- Incursiune, Almanahul Anticipația 1987

## Traduceri (selecție)
- Philip K. Dick - Vînătorul de recompense
- Gérard Klein - Gambitul stelelor
- Philip K Dick - Ubik
- Emmanuel Carrère - Eu sunt viu, voi sunteți morți
- Philip K. Dick - Jucătorii de pe Titan (Cristina și Ștefan Ghidoveanu)
- Roger Zelazny - Nemuritorul
- Gérard Klein - Legea talionului (Vladimir Colin și Ștefan Ghidoveanu)
- Ursula K. Le Guin – Somnul lui Newton
- John Brunner - Orașul ca un joc de șah (cu Sorin Casapu)